# Присоединение Хакасии к России
Присоединение Хакасии к России — процесс включения территории современной Хакасии и её населения в состав Русского государства в XVII ― начале XVIII веков. Включал в себя борьбу за регион между Русским царством, с одной стороны, и объединением енисейских кыргызов Хонгорай и Джунгарским ханством с другой.
С Джунгарским ханством кыргызы в конце XIV века находились в союзнических отношениях. Однако впоследствии, с усилением Джунгарского ханства эти отношения претерпели кардинальные изменения и перешли от партнёрских к вассальным. К XVII веку Хонгорай представлял собой раздробленное феодальное государство со слабой центральной властью. В демографической ситуации он существенно уступал соседним ханствам и в результате малочисленности населения не мог противостоять монголам и ойратам. В первой половине XVII века образование Хонгорай находилось в вассальной зависимости от Алтан-ханов.
Русско-кыргызские отношения претерпели несколько этапов своего развития: от мирных договоров начала XVII века до военного противостояния в конце XVII века. Затем в 1727 году Хонгорай официально был признан Китаем и Монголией за Россией. В 1756—1758 годах произошло фактическое закрепление территории Среднего Енисея за Россией.

## История
Контакты русских с енисейскими кыргызами начались в 1596 году в связи со строительством на реке Кеть Кунгопского острога, который в 1602 году был перенесён в другое место и получил название — Кетский острог.
По мнению историков-исследователей процесс вхождения государственного образования Хонгорая (Хакасии) в состав Русского государства охватывает четыре основных этапа.

### Начало взаимоотношений Хонгорая с Россией (1604—1667)
Сведения о кыргызах русскому правительству впервые были представлены эуштинским князем Тояном. В 1604 году он сообщал, что от его кочевьев «до кыргызского князька до Номчи семь дней, а людей у него тысяча человек». Первые ясачные сборщики были отправлены из Томска в «Кыргызскую землицу» в 1608 году, которые привезли соболиные меха и шерть с обязательством «быть под царской рукой неотступным».
Желая освободиться от зависимости монгольских Алтын-ханов, хонгорцы первоначально выражали свою благорасположенность к России и соглашались стать вассалами московского царя. Основным официальным направлением кыргызов на первом этапе было установление договорных отношений. Переговоры с кыргызскими князцами выявили диаметрально противоположные позиции русского правительства и знати Хонгорая по поводу перспектив региона и, следовательно, будущности самих кыргызов. Князцы просили учесть их высокий социальный статус и приравнять их к служилому сословию. В обмен на это они соглашались дать присягу на верность русскому царю, нести государеву службу и собирать ясак с кыштымского населения. Русские власти опасались измены и перехода кыргызов на сторону монголо-джунгарских ханств. Поэтому помимо присяги на верность, они требовали от князцев давать ясак наравне с кыштымами, что означало полную утрату кыргызской знати их прав и привилегий, и их политическое слияние с зависимыми от них кыштымскими племенами в единое сословие «сибирских иноземцев». Подобные требования не устраивали кыргызскую знать. Многочисленные просьбы кыргызских князцов сохранить своё привилегированное положение не были поддержаны томскими воеводами и кыргызы не получили из Москвы положительного решения.
Серьёзные столкновения начались когда у жены кыргызского хана Номчи отобрали соболиную шубу. Княгиня была отправлена мужем в качестве посла в Томск. Историк Г. Ф. Миллер по поводу такого дикого случая — снятия шубы с первого посла хакасов, писал «Эта алчность воевод много, вероятно, содействовала тому, что в последующее время было очень трудно совершенно подчинить киргизов». Хан Номчи в ярости разгромил подчинённые Томску чулымские волости и грозился сжечь сам Томск. В 1609, 1610, 1615 годах русские отправляли в кыргызские земли карательные экспедиции, князья отвечали тем же. В 1614 году была осада Томска, в которой погиб один из влиятельных кыргызских военачальников Ноян. После правительство енисейских кыргызов решило послать посольство в Москву к «Белому царю».
8 июня 1617 года первые послы енисейских кыргызов Курчей и Каигула были приняты Михаилом Романовым в Грановитой палате вместе с королевским послом Англии. В результате стороны договорились о мире, послам были вручены подарки, а Курчею была жалована грамота, освобождающая его от уплаты ясака. Но по дороге домой воевода Томского острога Гавриил Хрипунов отобрал у посла грамоту, тем самым он свёл на нет результаты посольства, и оскорблённые князья напали на Кийскую волость. Из-за самодурства воевод на местах, договорные условия не соблюдались и хакасы теряли уверенность, что они вообще когда-нибудь будут соблюдаться.
В 1618 году был построен Кузнецкий острог на землях племени абинцев — подданных енисейских кыргызов. В следующем году в Москву отправилось второе посольство, во главе с Алтыджаком и Тепчаком. Царь обещал послам защиту от монголов, но обещание выполнено не было. Тогда в Томск был послан князь Сенжю, который просил защитить хакасов от «алтыновых людей». Князь предложил томскому начальству поставить на хакасской земле новый русский острог между реками Урюпом и Чулымом, но его схватили и, отобрав всё имущество, посадили в тюрьму.
В 1621 году на Чулым прибыли 30 русских казаков, чтобы поставить новый острог. Узнав это, князь Кара выступил с войсками против, но к казакам пришла подмога и князь Кара с женой и детьми был пленён. В том же году был построен Мелецкий острог — третья российская крепость (после Томска и Кузнецка), построенная царскими воеводами и казаками на землях Хакасского государства. Четыре раза енисейские кыргызы пытались выкупить князя, но воеводы забирали все вещи себе, а князь вскоре умер. В ответ на смерть своего родственника кыргызские князья совершили два разрушительных похода. 
В 1622 году кыргызы совершили набег на Абинскую крепость Кузнецкого уезда.
В 1624 году  кыргызы  большим войском пришли в Томский уезд, разгромили ряд русских поселений и захватили стада скота. Служивые, посланные из Томска, ринулись в погоню и завязали бой, но отбить скот не смогли. После этого русский царь отправил в Хакасию два посольства. Первое (1626) посольство енисейские кыргызы отказались принимать, а результатом второго (1627) стало перемирие. В 1628 году без согласования с кыргызскими правителями был поставлен Красноярский острог на земле качинцев. Эти земли были северными владениями Исарского княжества и управлялись князем-качинцем Тюльгю (хак. Тӱлгӱ). В ответ князья Хонгорая организовали разорительные набеги на Красноярск и близлежащие селения в 1630, 1634—1636 годах. 
В 1633 году князь Бектен совершил набег на Кузнецкий уезд, угнав у всех русских весь скот и сжёгши все посевы. В ответ из Томска зимой 1633-1634 года был отправлен в поход отряд атамана Андрея Просовецкого. Однако кыргызы призвали на помощь монголов и вынудили отступить. В 1634 году кыргызы совершили набег на Красноярск. В 1635 году Ишей напал на Кузнецкий острог.

В 1636/1637 годах был поставлен Канский острог. В 1641 году состоялась первая крупная военная операция русских казачьих отрядов под командованием сына боярского Якова Тухачевского. После чего был поставлен новый центр русского влияния — Ачинский острог. В 1642—1646 годах в результате успешных действий красноярских атаманов в бассейне pек Кан и Уда был построен Нижнеудинский острог. Таким образом, в 1646—1660 годах положение русских упрочилось в близлежащих к Красноярску объясаченных кыштымских территориях. Кыштымские поселения, располагавшиеся по окраинам Хонгорая, в горно-таёжных местностях Кузнецкого Алатау и Восточных Саян, в первой половине XVII века стали относиться к ясачным волостям России.

### Военное противостояние (1667—1703)
После победы джунгарского правителя Сенге-тайши над алтан-ханом Лоджан-тайшой кыргызы полностью взяли политическую ориентацию на Джунгарию. Ойраты стали оказывать военную поддержку Хонгораю. Кыргызы, почувствовав за своей спиной сильную опору, порвали отношения с Россией. В мае 1667 года кыргызы с ойратами осадили Красноярский острог. После джунгарско-кыргызского нашествия многие кыштымы вышли из-под власти Красноярска и Томска, переселившись в пределы Хонгорая. В Хонгорае остался джунгарский наместник, которому поручалась верховная власть в регионе. Теперь кыргызские князья стали вассалами Джунгарии. В это время к власти в Хонгорае пришёл новый лидер князь Еренак Ишеев, который сумел консолидировать хонгорские княжества и укрепить центральную власть. Его деятельность была направлена на утверждение равноправия и союзнических отношений с Россией и джунгаро-монгольскими ханствами. Почти ежегодно, с 1667-го по 1680-е годы Еренак водил кыргызско-джунгарские отряды на Томск, Кузнецк. Ачинск, Енисейск, Канск и Красноярск. Сибирский приказ требовал от воевод Томска, Красноярска и Кузнецка решительного военного отпора, но сил для закрепления в Хакасско-Минусинском крае у русских не хватало.
В 1673 году отряд в 300 воинов под началом с кыргызским князем Шанды двинулся к Енисейску.. Ряд поселений Енисейского уезда был разгромлен. Кыргызы осадили ачинский острог. Не сумев взять острог, кыргызы подожгли его, и русские, потеряв все имущество.
В 1678 году был заключен мирный договор — дипломатическая победа кыргызского князя Еренака Ишеева. Ему удалось, благодаря военной поддержке джунгар, добиться осуществления условий, на которых настаивал ещё его отец — признания союзнических отношений вместо ясачных. В результате дальнейших военных действий 1680—1682 годов русские власти согласились на установление определённой границы между владениями России и кыргызов. Границей был признан Верхний Чулым (в районе современного Назарово), называемый Июсом: «а русским де было в их землю за Июс войной не ходить, и мы де под государевы города и остроги также за Июс не ходить». В 1684 году был заключен новый договор на прежних условиях.
В 1685—1690 годах в русско-кыргызских отношениях наблюдалось затишье. В это время Джунгария начала войну с Китаем и казахскими ханствами. В сентябре 1687 года в сражении у Телецкого озера джунгарское войско было разбито монголами. В бою погиб вместе со своей дружиной, сражавшийся на стороне ойратов Еренак. После смерти правителя князя Еренака Ишеева Хонгорай потерял свою самостоятельную позицию на политической арене Центральной Азии и Южной Сибири. Судьбу кыргызских улусов стали решать Монголия, Джунгария и Россия. Гибель князя несколько разрядила обстановку, но вассальная зависимость Хонгорая от Джунгарии сохранялась и кыргызско-джунгарские набеги 
на русские остроги не прекращались. Сын Еренака князь Корчин, ставший главой Кыргызской земли после гибели отца, решил заключить мирный договор с Россией. В январе 1691 года он дал шерть. Но несмотря на договор, Корчин продолжал свои походы на ясачные волости, считавшиеся подданными российского государя. С 1690-х годов Россия усилила своё давление на кыргызские земли. В 1692 году красноярские казаки нанесли тяжёлый удар по улусу тубинцев. Во время битвы погибло около 500 кыргызских воинов. В это время Петром Первым была активизирована разработка рудных богатств Урала и Сибири. В северных отрогах Кузнецого Алатау на реке Каштак стал разрабатываться серебряный рудник, около которого поставили острог и приступили к плавке серебра. В 1701 году кыргызы в очередной раз напали на Красноярск. Отбили много скота и вытоптали пашни. В ответ в том же году из Красноярска был отправлен отряд из 728 служилых. На реке Ербе отряд разгромил батыров князя Корчина. В июле 1701 года кыргызы отправили посла джунгарского наместника Аба-зайсана Юрукту-кашка в Красноярск с предложением заключить мир. В августе в Кыргызскую землю прибыло посольство из Красноярска для переговоров. С обеих сторон были выставлены друг другу взаимные претензии, которые не были удовлетворены ни с одной из двух сторон. Шла постоянная война со всеми вытекающими последствиями. Обе стороны несли большой урон как в экономическом отношении, так и в людских ресурсах. Таким образом, и без того напряжённая обстановка в Южной Сибири накануне 1703 года обострилась до предела.

### Официальное признание Хонгорая за Россией (1703—1727)
1703 год стал поворотным моментом в процессе вхождения Хонгорая в состав России. Джунгарский хунтайджи Цэван-Рабдан, опасаясь военной угрозы со стороны Китая, решил своими силами переселить к своей ставке по реке Эмель кыргызов Хонгорая. Большинство дореволюционных исследователей предполагало, что кыргызы в начале XVIII века под натиском русских оставили степи Среднего Енисея и сами ушли к джунгарам (именуемым также ойратами или калмыками). Однако историки XX века, проанализировав широкий круг источников, данные исторического фольклора народов Саяно-Алтая, а также совершив экспедиции в Монголию и Китай, пришли к выводу о  факте массового насильственного угона населения Хонгорая. Кыргызская знать, перекочевав в Джунгарию, потеряла права на эксплуатацию своих подданных в кыштымских урочищах. О недовольстве кыргызов угоном с родовых кочевий свидетельствует факт их массовых побегов в 1704—1707 годах из Джунгарии обратно в Хонгорай. В кыргызском регионе к началу XVIII века проживало примерно 15—20 тысяч человек. По русским документам, угону подверглось около 15 тысяч. После этого в Хакасско-Минусинском крае осталось всего 600 «луков» — боеспособных кыргызских воинов. С угоном основной массы енисейских кыргызов исчезла сила, которая могла противостоять русским в их стремлении включить Хакасско-Минусинский край в состав России. В итоге в 1707 году был построен Абаканский острог.
В 1708 году Китай выразил протест против постройки Абаканского острога и потребовал его ликвидации. В 1712 году Китай снова повторил свой протест Сибирскому губернатору М. П. Гагарину. Назревала необходимость официального закрепления территории Хонгорая за Российской империей. В 1718 году был поставлен Саянский острог. После возведения Абаканской крепости и Саянского острога территория Кыргызской земли стала полностью контролироваться русскими властями. 20 августа 1727 года в результате длительных российско-китайских переговоров на реке Бура (в 20 км от Кяхты) был заключен пограничный трактат — Кяхтинский договор. Произошло разграничение территорий Китая и России. Притязания Монголии и Китая на Кыргызские земли полностью прекратились.

### Закрепление Хонгорая за Россией (1727—1757)
В результате трагических событий в июле—августе 1703 года немногочисленные потомки енисейских кыргызов, оставшиеся в Хонгорае, не смогли оправиться от сокрушающего удара судьбы. Несмотря на частичное возвращение из Джунгарии угнанных хонгорцев, жители долины Среднего Енисея оказались не в состоянии сохранить свою государственность. Общественно-политический строй Хонгорая оказался разрушенным. Социальная структура общества — институты батырства и кыштымства — ликвидировались. Некоторые роды полностью исчезли.
Последний четвёртый этап включает в себя процесс возвращения хонгорского народа из Джунгарии, который растянулся на полстолетия. В результате этого процесса вернувшиеся составили примерно 30 % от угнанных.
В 1757 году, когда хонгорцы принесли клятву быть в вечном подданстве Белого царя, происходит фактическое закрепление Хонгорая за Россией. В 1758 году Цинская армия вторглась на Алтай. На Хонгорайском участке русско-китайской границы царское правительство разместило казацкие гарнизоны. На месте бывших хакасских караулов были образованы казачьи станицы и форпосты. С 1758 года пограничную службу стали нести казаки.
История вхождения Хонгорая (Хакасии) в состав Российской империи была сложным процессом. С вхождением Хакасии в состав России закончилась эпоха военных тяжб между Хонгораем, монгольскими государствами и Россией. Военные действия привели к полному экономическому упадку и опустошению Хонгорая, а также к демографической катастрофе. Вхождение Хакасии в состав России имело в целом прогрессивное значение. После заключения Кяхтинского мира и определения границ на берегах Среднего Енисея наступила относительная стабильность, начался мирный период в жизни коренного населения.